# ビル・アケム橋
ビル・アケム橋 (仏 : Le Pont de Bir-Hakeim) は、フランス、パリのセーヌ川右岸の16区・パッシー (Passy) と左岸の15区・ビラケム (Bir-Hakeim) の間に架かる橋である。ビラケム橋とも表記する。
この橋は旧名をパッシー橋 (Pont de Passy) といったが、第二次世界大戦の北アフリカ戦線で自由フランス軍がロンメル将軍のドイツアフリカ軍団と戦い3000人以上の犠牲者を出した1942-1943年のビル・ハケイムの戦いを記念するために改名された。
この橋にはさまざまな特徴がある。
- 二層構造になっており、1階が歩行者、自動車用。2階部分にはメトロ6号線が通っている。
- 橋の中央の階段から白鳥の小径に降りることができる。白鳥の小径はビラケム橋から下流のグルネル橋まで続くセーヌ川の中州で、グルネル橋の傍にはバルトルディによるオリジナル鋳造の自由の女神像が立っている。
- ビラケム橋からのエッフェル塔の眺めは素晴らしく、花火やそのほか大きなイベントの時には観衆が押し寄せる。
- たくさんの記念プレートで飾られている。そのうちのいくつかは第二次世界大戦中にアフリカで戦死した兵士のためのものである。

## ビラケム橋が登場する映像作品
映画・ドラマ
- 地下鉄のザジ（映画、1960年、仏）
- ラストタンゴ・イン・パリ（映画、1972年、伊仏）
- Ｇメン75　250話　パリ・セーヌ河に浮んだ裸女（TBSドラマ、1980年、日本）
- のだめカンタービレ 最終楽章後編（映画、2010年、日本）
- インセプション（映画、2010年、米英）
- グランメゾン東京（TBSドラマ、2019年、日本）

CM
- ラビナス（花王、日本）
- Fran（明治製菓、日本）

## 交通
- メトロ6号線 パッシー駅Passyまたはビラケム駅Bir-Hakeim下車

## 隣の橋
（上流）ドゥビリ橋―イエナ橋―ビラケム橋―ルエル橋―グルネル橋（下流）